# 開封空分集團
開封空分集團有限公司，河南煤業化工集團旗下公司，是在1958年成立，主要業務生產大、中型空分设备和气体液化设备的研发。現任董事長赵路忠。2007年，由於發生財政問題，被永煤集團收購，成為旗下公司。
2009年，母公司和另外3家企業合併，組成河南煤業化工集團。

## 連結
- 開封空分集團有限公司 （页面存档备份，存于）
- 河南煤业化工集团：在兼并重组中提升竞争力 中国矿产资源整合律师网